# Hörningssjön
Hörningssjön är en sjö i Lycksele kommun i Lappland och ingår i Umeälvens huvudavrinningsområde. Sjön har en area på 0,537 kvadratkilometer och ligger 233,1 meter över havet.

## Delavrinningsområde
Hörningssjön ingår i det delavrinningsområde (717773-163259) som SMHI kallar för Utloppet av Hörningssjön. Medelhöjden är 255 meter över havet och ytan är 2,85 kvadratkilometer. Det finns ett avrinningsområde uppströms, och räknas det in blir den ackumulerade arean 19,91 kvadratkilometer. Vattendraget som avvattnar avrinningsområdet har biflödesordning 3, vilket innebär att vattnet flödar genom totalt 3 vattendrag innan det når havet efter 160 kilometer. Avrinningsområdet består mestadels av skog (75 procent). Avrinningsområdet har 0,53 kvadratkilometer vattenytor vilket ger det en sjöprocent på 18,7 procent.